# Álcool ácido
Álcool ácido é uma nomenclatura referente a um conjunto de soluções usadas em bacteriologia, citologia e histologia compostas de etanol e ácido clorídrico. 
A solução de álcool ácido, dito a 2%, é formulada com:
Álcool etílico a 99,5%                 940 mL/L
Ácido clorídrico PA                        20 mL/L
Água deionizada                        40 mL/L
Esta solução é usada em bacteriologia, para diagnósticos in vitro, tem como princípio que as micobactérias, como os bacilos da tuberculose e da lepra apresentam um alto teor de lipídeos, como o ácido micólico em suas paredes celulares. Por causa disto, estas bactérias quando submetidas a uma técnica de coloração ficam impregnadas pelos corantes usados, como no caso da coloração com as soluções de fucsina de Ziehl e azul de metileno segundo Loeffler. 
Quando tais materiais são submetidos a banhos que visam a descoloração pela solução de 
álcool ácido, tais micobactérias mantêm sua coloração, enquanto outros componentes das células destas bactérias e outras presentes na amostra se se descolorem. 
Estas características de manutenção da coloração quando da aplicação de soluções de álcool ácido relacionam-se com a integridade da membrana bacteriana, o que é definido dentro do conceito de álcool-ácido resistência. 
variações desta solução citadas com 3% (30 mL/L) de ácido clorídrico são citadas.